# サラソタ映画祭
サラソタ映画祭（サラソタえいがさい、英: Sarasota Film Festival）は、アメリカ合衆国のフロリダ州サラソタで、1998年から毎年開催される映画祭。独立系映画祭としては、全米4番目の規模の映画祭である。

## 概要
サラソタ映画祭のミッションは「ユニークかつ高品質の映画を、フェスティバルとして集め、聴衆の教育、刺激、エンターテイメントの目的の為に上映する」ことであり、これにそって映画の選定や、映画祭の運営、年間を通じての活動が行われる。

## 歴史
1998年7月、各国の独立映画に熱狂する者たちが、サラソタ・フィルム・フェスティバル・インク（SFF）を設立した。彼らは、エンターテイメント業界および映画業界の助けを得て、アメリカ国内外からバランスよく映画を集めた映画祭を作り上げようとした。
翌年1月、SFFは初の映画祭を開催した。この「ミニ・フェスティバル」は、8本の独立映画と、2本のプレミア上映、2本の教育的シンポジウムと、資金集めパーティからなっていた。それ以来、SFFは、成長を続けた。開催期日は3日間から10日間に延長、参加者数は2300人から45000人以上に増加、そして上映規模も10本から、200本の映画に増加、更には全米で有名な教育プログラムや多くの特別企画、映画界を代表する人々を招いてのトークやパネルなどが持たれるようになった。映画祭のみならず、SFFは、年間を通じて映画の無料上映を屋外で行なうなど、活動の幅を広げている。